# Trégarantec
Ne pas confondre avec le château de Trégarantec en Mellionnec (Côtes-d'Armor)
Trégarantec [tʁegaʁɑ̃tɛk]  est une commune du département du Finistère, dans la région Bretagne, en France.

## Géographie

### Communes limitrophes
Les communes limitrophes sont  Ploudaniel et Saint-Méen.
| Ploudaniel | Ploudaniel  | Saint-Méen |
| Ploudaniel | Trégarantec | Saint-Méen |
| Ploudaniel | Ploudaniel  | Ploudaniel |

### Hydrographie
Pour un article plus général, voir Réseau hydrographique du Finistère.
La commune est située dans le bassin Loire-Bretagne. Elle est drainée par le Quillimadec et divers autres petits cours d'eau,.
Le Quillimadec, d'une longueur de 22 km, prend sa source dans la commune de Plounéventer et se jette  dans la Manche à Guissény, après avoir traversé dix communes. Il constitue la limite séparative avec la commune voisine de Saint-Méen. À la fin du XVIIIe siècle, selon Jean-Baptiste Ogée, il faisait tourner 14 moulins.

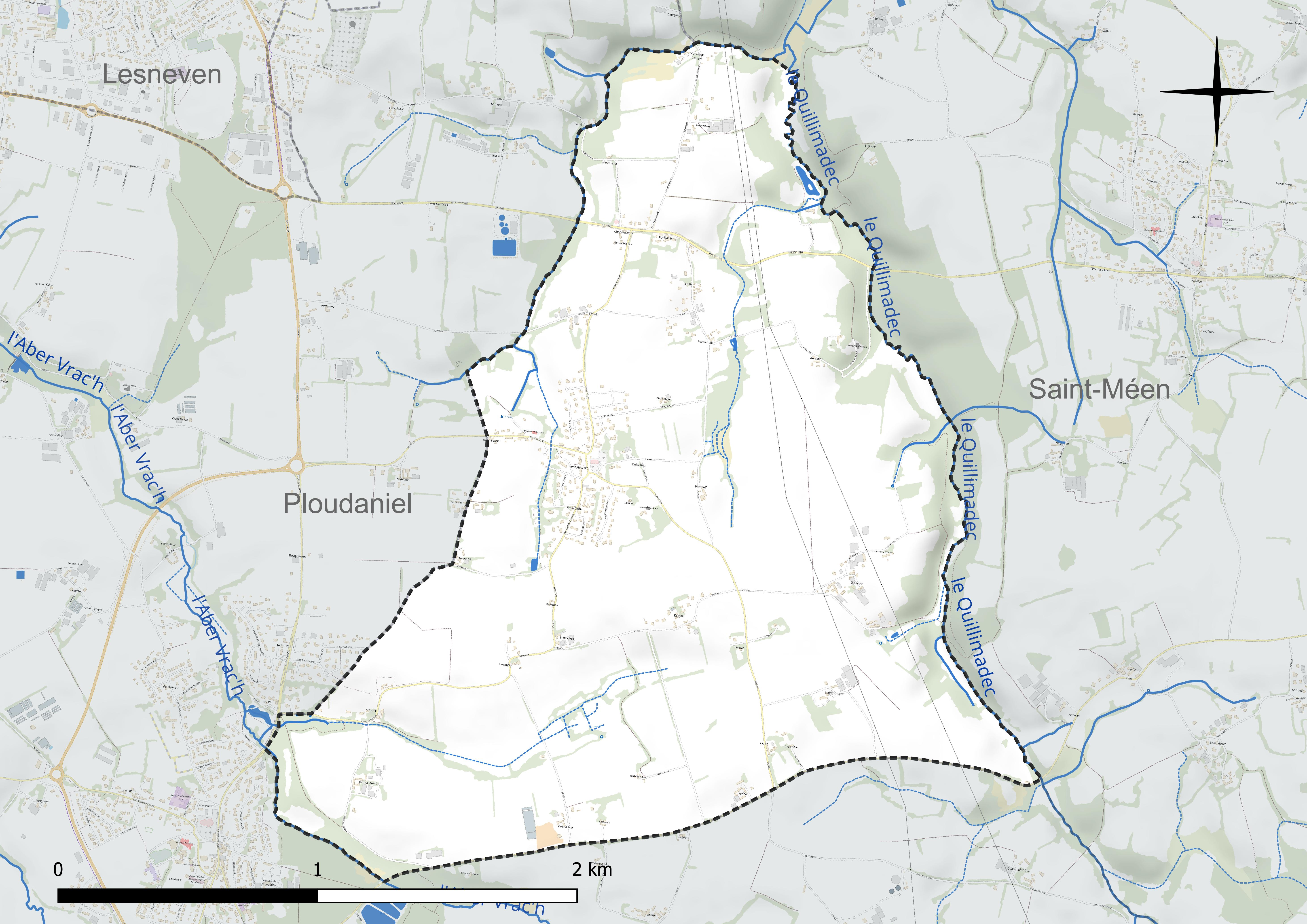
Réseau hydrographique de Trégarantec.

### Climat
Pour des articles plus généraux, voir Climat de la Bretagne et Climat du Finistère.
En 2010, le climat de la commune est de type climat océanique franc, selon une étude du CNRS s'appuyant sur une série de données couvrant la période 1971-2000. En 2020, Météo-France publie une typologie des climats de la France métropolitaine dans laquelle la commune est exposée à un climat océanique et est dans la région climatique Finistère nord, caractérisée par une pluviométrie élevée, des températures douces en hiver (6 °C), fraîches en été et des vents forts. Parallèlement l'observatoire de l'environnement en Bretagne publie en 2020 un zonage climatique de la région Bretagne, s'appuyant sur des données de Météo-France de 2009. La commune est, selon ce zonage, dans la zone « Monts d'Arrée », avec des hivers froids, peu de chaleurs et de fortes pluies.
Pour la période 1971-2000, la température annuelle moyenne est de 11,5 °C, avec  une amplitude thermique annuelle de 10 °C. Le cumul annuel moyen de précipitations est de 1 061 mm, avec 17,1 jours de précipitations en janvier et 8,4 jours en juillet. Pour la période 1991-2020, la température moyenne annuelle observée sur la station météorologique la plus proche, située sur la commune de Ploudaniel à 2 km à vol d'oiseau, est de 11,6 °C et le cumul annuel moyen de précipitations est de 1 146,8 mm,. Pour l'avenir, les paramètres climatiques de la commune estimés pour 2050 selon différents scénarios d'émission de gaz à effet de serre sont consultables sur un site dédié publié par Météo-France en novembre 2022.

## Urbanisme

### Typologie
Au 1er janvier 2024, Trégarantec est catégorisée bourg rural, selon la nouvelle grille communale de densité à 7 niveaux définie par l'Insee en 2022.
Elle est située hors unité urbaine. Par ailleurs la commune fait partie de l'aire d'attraction de Brest, dont elle est une commune de la couronne,. Cette aire, qui regroupe 68 communes, est catégorisée dans les aires de 200 000 à moins de 700 000 habitants,.

### Occupation des sols

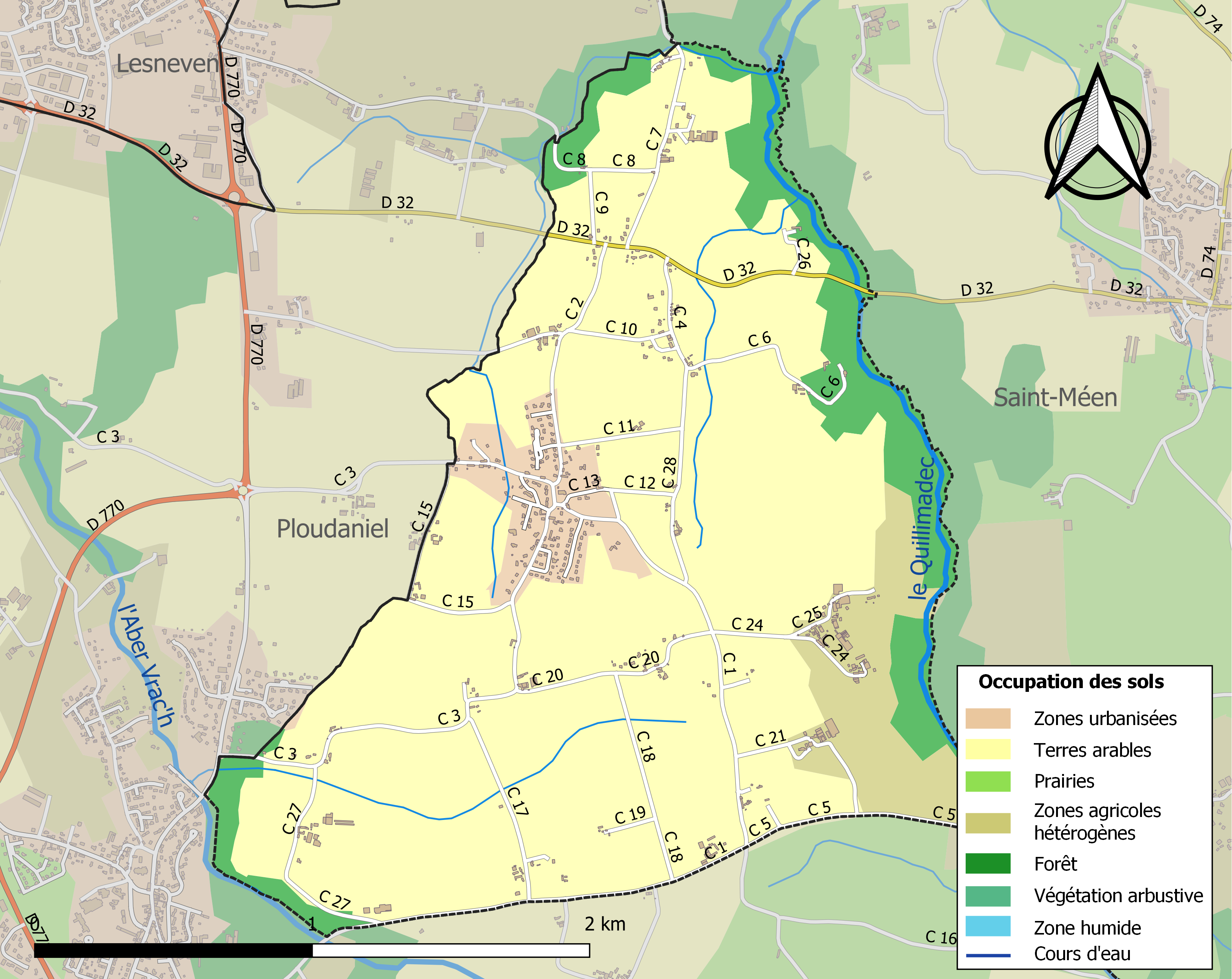
Carte des infrastructures et de l'occupation des sols de la commune en 2018 (CLC).

L'occupation des sols de la commune, telle qu'elle ressort de la base de données européenne d'occupation biophysique des sols Corine Land Cover (CLC), est marquée par l'importance des territoires agricoles (84,6 % en 2018), en diminution par rapport à 1990 (91 %). La répartition détaillée en 2018 est la suivante : 
terres arables (76,8 %), forêts (10,3 %), zones agricoles hétérogènes (7,8 %), zones urbanisées (5,1 %), prairies (0,1 %). L'évolution de l'occupation des sols de la commune et de ses infrastructures peut être observée sur les différentes représentations cartographiques du territoire : la carte de Cassini (XVIIIe siècle), la carte d'état-major (1820-1866) et les cartes ou photos aériennes de l'IGN pour la période actuelle (1950 à aujourd'hui).

### Habitat et logement
En 2020, le nombre total de logements dans la commune était de 254, alors qu'il était de 238 en 2015 et de 242 en 2010.
Parmi ces logements, 88,5 % étaient des résidences principales, 2 % des résidences secondaires et 9,5 % des logements vacants. Ces logements étaient pour 99,6 % d'entre eux des maisons individuelles et pour 0,4 % des appartements.
Le tableau ci-dessous présente la typologie des logements à Trégarantec en 2020 en comparaison avec celle du Finistère et de la France entière. Une caractéristique marquante du parc de logements est ainsi une proportion de résidences secondaires et logements occasionnels (2 %) inférieure à celle du département (13,6 %) et e à celle de la France entière (9,7 %). Concernant le statut d'occupation de ces logements, 91,2 % des habitants de la commune sont propriétaires de leur logement (92,2 % en 2015), contre 68,8 % pour le Finistère et 57,5 pour la France entière.
| Typologie                                               | Trégarantec | Finistère | France entière |
| ------------------------------------------------------- | ----------- | --------- | -------------- |
| Résidences principales (en %)                           | 88,5        | 79        | 82,1           |
| Résidences secondaires et logements occasionnels (en %) | 2           | 13,6      | 9,7            |
| Logements vacants (en %)                                | 9,5         | 7,4       | 8,2            |

## Toponymie
Attesté sous la forme Tregarentec en 1251, son suffixe  variera entre les -Tuc, -Tec, -Toc.
Tregaranteg en breton.
Son nom est composé à partir du mot breton treb, qui signifie « subdivision d'une paroisse », et de saint Théarnec, autre graphie de Saint Arnoc ou Arnec.

« L'ancien petit royaume d'Illy était dans la paroisse de Trégarantec, dans la section Lysien, et contenait dix-sept villages. Saint Arnec est le patron de Trégarantec »

## Histoire

### Moyen Âge
La paroisse de  Trégarantec, citée pour la première fois vers 1329-1332, faisait partie de l'archidiaconé de Kemenet-Ily (le siège de l'archidiaconé se trouvait à Trégarantec) relevant de l'évêché de Léon. Elle est sans doute issue d'un démembrement de la paroisse primitive de Ploudaniel.

### Temps modernes
Roland de Neufville, puîné de la maison du Plessis-Bardoult ou Plessis-Bardoul, évêque de Léon de 1562 à 1613, échange, par un contrat signé le 26 juin 1589 l'île d'Oixant avec René de Rieux, marquis de Sourdéac, contre la terre de Porléac'h (manoir de Porz Lech Bihan) en Trégarantec.
Portz Lech Bihan, qui appartenait primitivement aux évêques de Léon, était passé entre les mains du seigneur de Brézal, qui venait de le vendre au seigneur de Sourdéac, René de Rieux, et l'évêque tenait à recouvrer ce bien, « situé proche le manoir principal des champs, de l'évêché, Portz lech bras, qui, sans cette acquisition, eût été si étroitement serré que les évêques n'y eussent pu bonnement demeurer, combien que leur résidence, y soit pour partie du temps fort requise, ce manoir étant à demi-lieue du siège de la justice royale (Lesneven) et au milieu de l'évêché de Léon jouxte autre bien appelé le Portz lec'h bras, en Trégarantec, appartenant audit évêché, ce qui aurait été fait et promis avec l'avis et consentement de MM. les chanoines de Léon, mais non encore rédigé par écrit comme il est requis ; pour à quoy parvenir, le seigneur Évêque, ne pouvant assister en personne, pour son absence notoire de cet évêché, aurait nommé pour le représenter noble homme Rolland Guéguen (habitant Portzlech) selon les lettres de procure lui données le 26 juin dernier ». Le contrat est définitivement signé le 20 août 1596 et le manoir de Portz Lech Bihan est alors estimé 300 livres 8 sols 1 denier de rente annuelle.
En 1759, une ordonnance de Louis XV ordonne à la paroisse de Trefcarantec [Trégarantec] de fournir 8 hommes et de payer 52 livres pour « la dépense annuelle de la garde-côte de Bretagne ».

### Époque contemporaine
En 1887 la commune de Trégarantec est dans l'obligation de construire une école publique afin de respecter la loi du 30 octobre 1886 sur les constructions d'office qui oblige les communes dépourvues d'école publique à en construire une.

## Politique et administration

### Rattachements administratifs et électoraux

#### Rattachements administratifs
La commune se trouve  dans l'arrondissement de Brest du département du Finistère.
Elle faisait partie depuis 1793 du canton de Lesneven. Dans le cadre du redécoupage cantonal de 2014 en France, cette circonscription administrative territoriale a disparu, et le canton n'est plus qu'une circonscription électorale.

#### Rattachements électoraux
Pour les élections départementales, la commune fait partie depuis 2014 d'un nouveau canton de Lesneven porté de 12 à 18 communes.
Pour l'élection des députés, elle fait partie de la cinquième circonscription du Finistère.

### Intercommunalité
Trégarantec est membre de la communauté de communes dénommée communauté Lesneven Côte des Légendes, un établissement public de coopération intercommunale (EPCI) à fiscalité propre créé en 1994 et auquel la commune a transféré un certain nombre de ses compétences, dans les conditions déterminées par le code général des collectivités territoriales.

### Liste des maires
| Période                                  | Période                       | Identité                    | Étiquette | Qualité                       |
| ---------------------------------------- | ----------------------------- | --------------------------- | --------- | ----------------------------- |
| Les données manquantes sont à compléter. |                               |                             |           |                               |
|                                          |                               |                             |           |                               |
| 1803                                     | 1811                          | Pierre Kermarrec            |           |                               |
| 1811                                     | 1829                          | François Le Page            |           |                               |
| 1829                                     | 1835                          | Pierre Jaouen               |           |                               |
| 1838                                     | 1855                          | Jean Claude Caër            |           | Cultivateur                   |
| 1855                                     | 1871                          | François Lichou             |           |                               |
| 1872                                     | 1884                          | Jacques Le Borgne           |           |                               |
| 1884                                     | 1902                          | Antoine Miorcec de Kerdanet |           |                               |
| 1903                                     | 1907                          | Charles Miorcec de Kerdanet |           |                               |
| 1907                                     | 1908                          | Paul Guéguen                |           |                               |
| 1908                                     | 1917                          | Charles Miorcec de Kerdanet |           |                               |
| décembre 1919                            | mars 1965                     | François Lichou             |           |                               |
| mars 1965                                | mars 1977                     | François Morvan             |           |                               |
| mars 1977                                | mars 1989                     | François Patinec            |           |                               |
| mars 1989                                | juin 1995                     | François Salaün             |           |                               |
| juin 1995                                | mars 2008                     | Jean-Lou Phelep             | DVD       | Conseiller d'éducation        |
| mars 2008                                | 29 mars 2014                  | François Salaün             |           |                               |
| mars 2014                                | mai 2020                      | Agnès Jaouen                | DVG       | Retraitée de l'enseignement   |
| mai 2020                                 | septembre 2023,               | Jean-Lou Phelep             | DVD       | Retraité, Démissionnaire      |
| novembre 2023                            | En cours (au 9 décembre 2023) | Yann Toudic                 |           | Cadre de la fonction publique |

## Population et société

### Démographie
L'évolution du nombre d'habitants est connue à travers les recensements de la population effectués dans la commune depuis 1800. Pour les communes de moins de 10 000 habitants, une enquête de recensement portant sur toute la population est réalisée tous les cinq ans, les populations de référence des années intermédiaires étant quant à elles estimées par interpolation ou extrapolation. Pour la commune, le premier recensement exhaustif entrant dans le cadre du nouveau dispositif a été réalisé en 2007.

En 2022, la commune comptait 628 habitants, en évolution de +7,53 % par rapport à 2016 (Finistère : +2,16 %, France hors Mayotte : +2,11 %).
| 1800 | 1806 | 1821 | 1831 | 1836 | 1841 | 1846 | 1851 | 1856 |
| ---- | ---- | ---- | ---- | ---- | ---- | ---- | ---- | ---- |
| 486  | 490  | 530  | 585  | 582  | 611  | 651  | 666  | 628  |

| 1861 | 1866 | 1872 | 1876 | 1881 | 1886 | 1891 | 1896 | 1901 |
| ---- | ---- | ---- | ---- | ---- | ---- | ---- | ---- | ---- |
| 584  | 573  | 575  | 558  | 562  | 576  | 592  | 558  | 514  |

| 1906 | 1911 | 1921 | 1926 | 1931 | 1936 | 1946 | 1954 | 1962 |
| ---- | ---- | ---- | ---- | ---- | ---- | ---- | ---- | ---- |
| 525  | 583  | 496  | 506  | 468  | 494  | 511  | 492  | 435  |

| 1968 | 1975 | 1982 | 1990 | 1999 | 2006 | 2007 | 2012 | 2017 |
| ---- | ---- | ---- | ---- | ---- | ---- | ---- | ---- | ---- |
| 378  | 340  | 377  | 415  | 429  | 512  | 524  | 566  | 601  |

| 2022 | - | - | - | - | - | - | - | - |
| ---- | - | - | - | - | - | - | - | - |
| 628  | - | - | - | - | - | - | - | - |

### Cultes
Il y avait encore 100 % de messalisants à Trégarantec en 1950.

## Culture locale et patrimoine

### Lieux et monuments
- L'église paroissiale Saint-Théarnec, qui dataite du XVIIe siècle. Incendiée dans la nuit du 17 au 18 août 1890, elle a été aussitôt reconstruite en style néogothique[33].

L'église Saint-Théarne
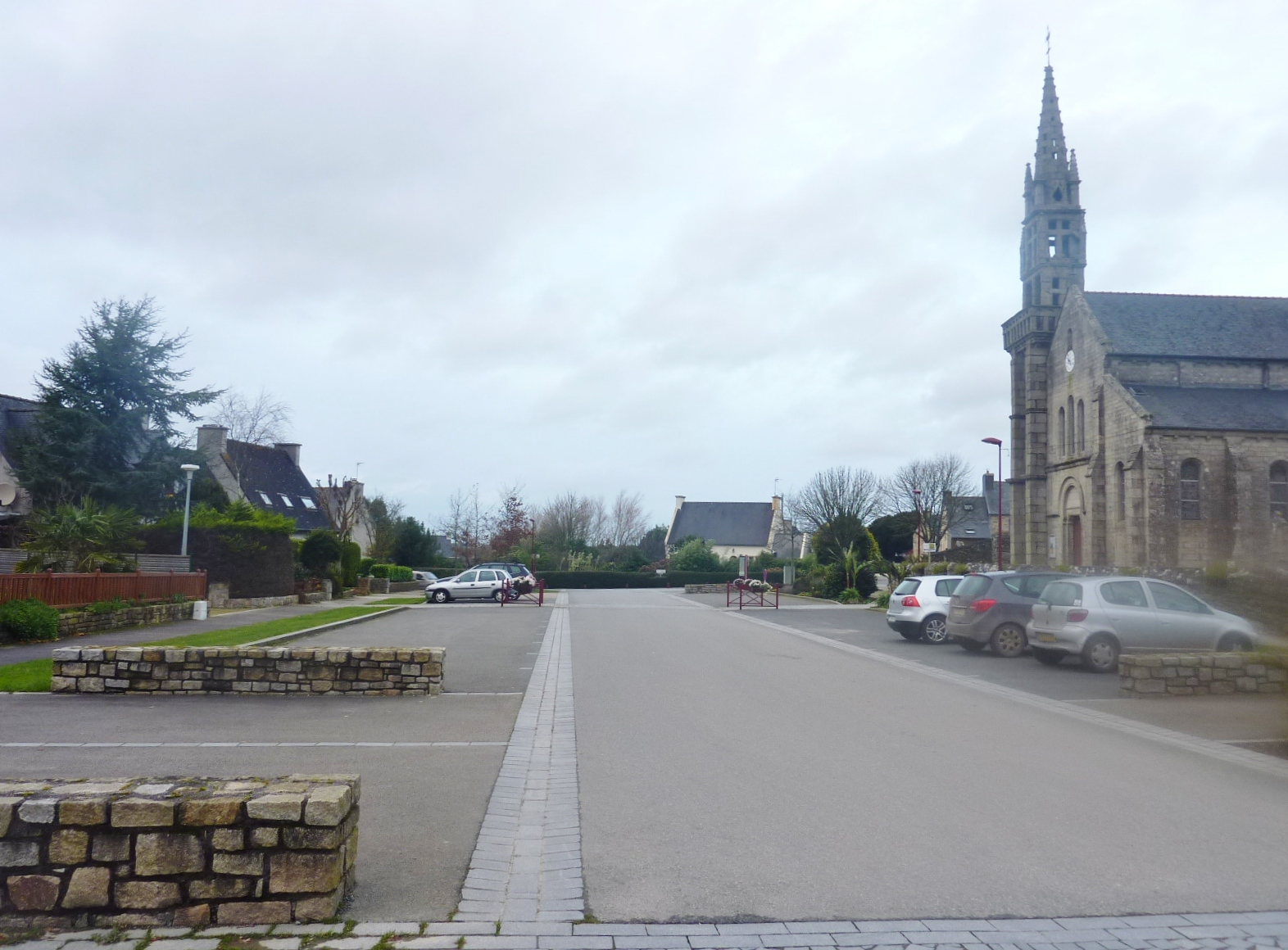
Trégarantec : l'église paroissiale Saint-Théarnec et la place principale du bourg.
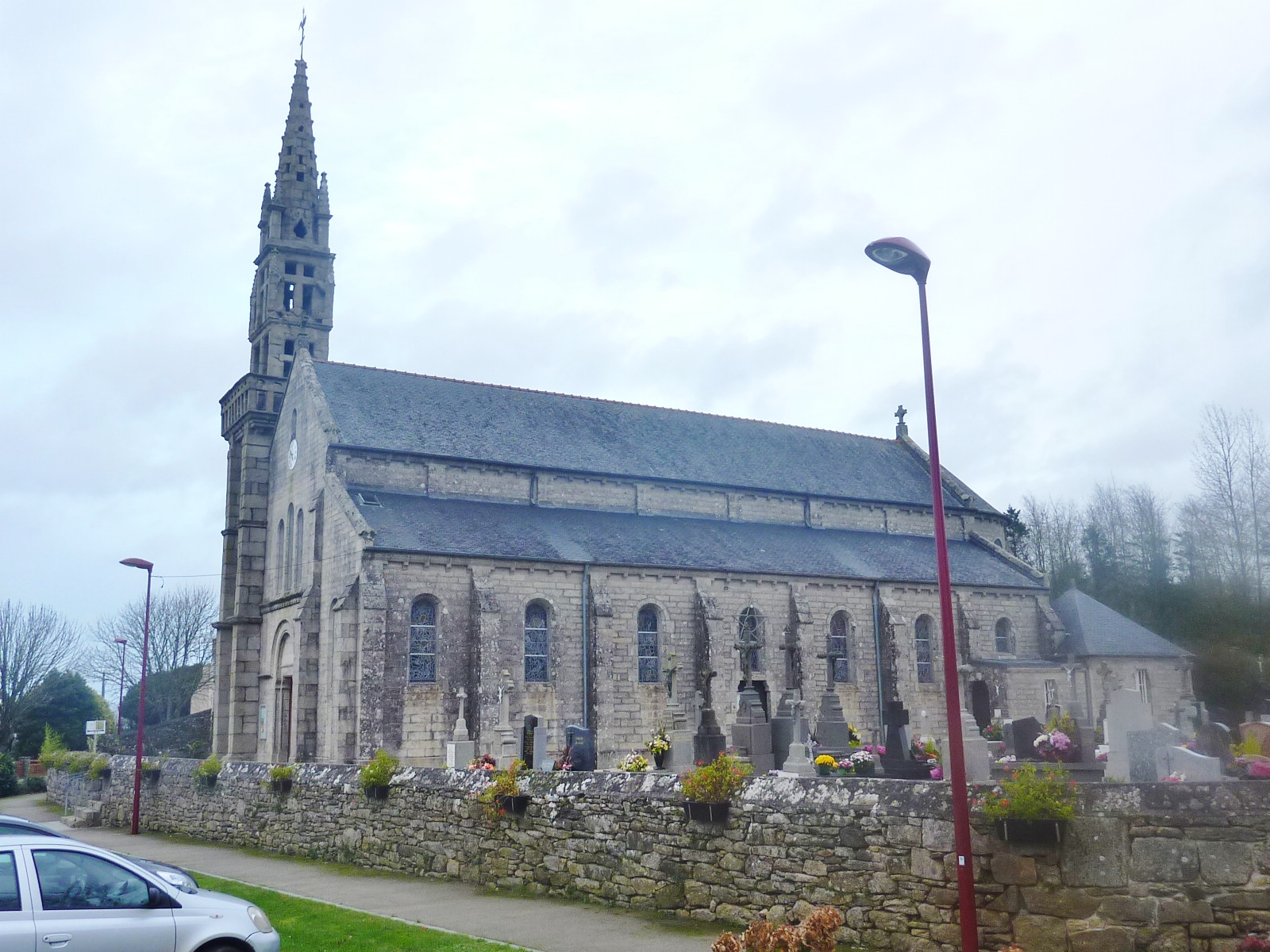
Trégarantec : l'église paroissiale Saint-Théarnec.

- Le manoir de Kerduden est construit en 1874, par Antoine Miorcec de Kerdanet, qui habitait au lieu-dit Kerdanet.
- Le calvaire du cimetière constitue, quant à lui, un monument en lui-même, il est daté du XVIIe siècle, lui aussi, et est considéré comme l'un des joyaux du patrimoine trégarantécois.

### Langue bretonne
- L'adhésion à la charte Ya d'ar brezhoneg a été votée par le Conseil municipal le 29 septembre 2011[réf. nécessaire].

### Devise
La devise de la commune[réf. nécessaire] : « War sao, paotred! » - « Debout les gars ! ».

## Pour approfondiri